# シドニー日本人国際学校
シドニー日本人国際学校（シドニーにほんじんこくさいがっこう、英語: Sydney Japanese International School）はオーストラリアのシドニーにある日本人学校。日本の文部科学省の教育課程を学ぶ「日本人学級」と、オーストラリアの私立校としてニューサウスウェールズ州のカリキュラムを学ぶ「国際学級」を併設しており、日本国籍でない生徒も受け付けている。現地のカリキュラムを英語で指導する学級を開設している世界で唯一の日本人学校である。

## 年表
年表の出典は。
| 1968年11月 | シドニー日本人会臨時総会において、日本人小学校および中学校設立要綱が採択され 「日本人学校設立準備委員会」が組織される。            |
| 1969年05月 | 海外の先進国に設立された最初の全日制日本人学校として開校する。 リンドフィールド地区の教会講堂を校舎として使用する。（児童数33 名） |
| 1969年12月 | 学校用地として現在地に8 エーカーの土地を購入する。                                                                                 |
| 1970年01月 | NSW 州教育省より私立学校としての認可を受ける。                                                                                     |
| 1970年04月 | 中学部を開設する。（生徒数9 名）                                                                                                   |
| 1971年10月 | 現在地に新校舎落成、移転する。 |
| 1973年05月 | 皇太子（現・上皇）、同妃が来校。                                                                                                   |
| 1974年11月 | 第一回「スクールフェイト」の開催                                                                                                   |
| 1975年01月 | 国際学級を新設する。（児童数10 名）                                                                                                |
| 1979年11月 | 開校10 周年記念式典を行う。 |
| 1989年05月 | 開校20 周年記念式典を行う。 |
| 1992年12月 | 在外教育施設文部大臣認定校として認定される。                                                                                       |
| 1992年11月 | 紀宮が視察。 |
| 1993年03月 | 第2運動場に200mトラック完成。 |
| 1994年05月 | 開校25周年記念集会を行う。 |
| 1995年10月 | 秋篠宮・同妃が視察。 |
| 1996年02月 | 新校舎落成式。 |
| 1997年01月 | 国際学級に幼稚部を開設、22 名入学。                                                                                                |
| 1999年05月 | 開校30 周年記念式典を行う。日本間設置。                                                                                            |
| 2004年01月 | 国際学級教頭採用。 |
| 2005年12月 | サッカー選手の三浦知良（シドニーFC）来校。                                                                                         |
| 2006年11月 | 聖路加病院名誉院長の日野原重明来校。                                                                                               |
| 2009年04月 | ジェネラルマネージャー（GM）採用。                                                                                                 |
| 2011年10月 | 学校名英語表示をSydney Japanese International Schoolに改名。                                                                       |
| 2013年03月 | サッカー選手の小野伸二（WSW ウェスタン・シドニー・ワンダラーズ）来校。                                                             |
| 2016年10月 | ピアニストの辻井伸行が来校。 |
| 2017年01月 | 内閣総理大臣安倍晋三夫人安倍昭恵が来校。                                                                                           |
| 2019年01月 | 学校名日本語表示をシドニー日本人国際学校に改名。                                                                                   |
| 2019年08月 | 創立50周年記念行事「Family Fun Day」を開催                                                                                         |

## 教育課程・カリキュラム

### 日本人学級
日本の文部科学省の教育課程を学ぶ。小学部（小学1年生から6年生）と中学部（中学1年生から中学3年生）がある。文部科学省から派遣された日本の派遣教員により通常の基本課程を学ぶ。通常の教育課程の英語とは別に、ネイティブ教師による英語学習（English)が週に5時間ある。音楽・図工・体育・プログラミングの授業は、日本人学級と国際学級合同の「ミックスレッスン」にて、日本語と英語の飛び交う国際的な環境の中でバイリンガル教育を行っている。

### 国際学級
ニューサウスウェールズ州の教育課程を学ぶ。オーストラリアの初等義務教育にあたるYear Kindergarten（Kindy）からYear 6までの児童が通う。オーストラリアの教員免許を保持した教員からニューサウスウェールズ州のカリキュラムを履修する。また、通常のカリキュラム以外に日本人のネイティブ教師による週に5時間の日本語の授業がある。全ての国籍に門戸を開いているのも特徴である。
音楽・図工・体育・プログラミングの授業は、日本人学級と国際学級合同の「ミックスレッスン」にて、日本語と英語で授業を受け、現地のオーストラリアの多国籍文化に触れながら日本の文化を学べるカリキュラムとなっている。

## 教育施設

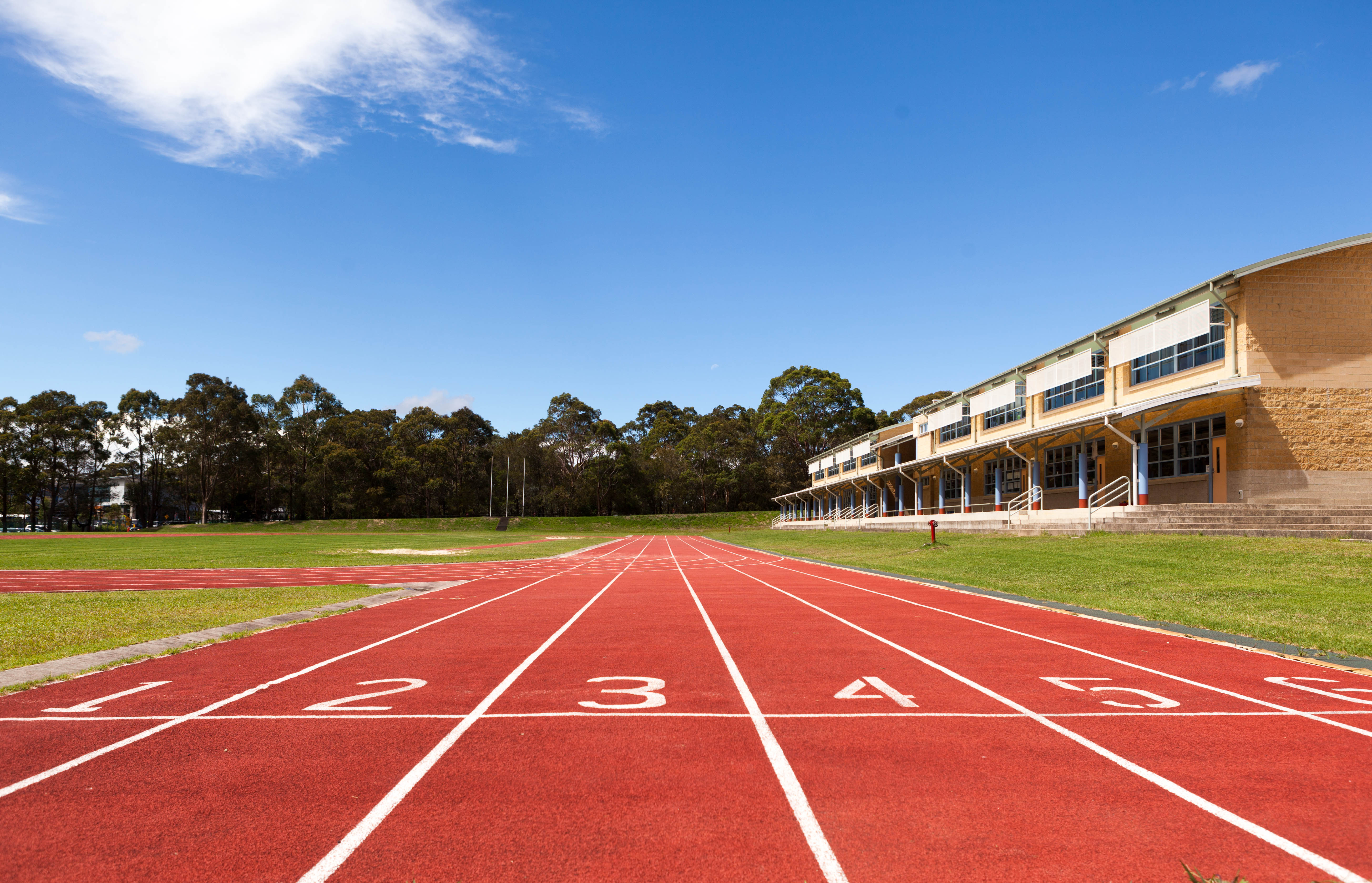
学校グランド、2018年撮影。

校舎はシドニー中心部より北へ約30kmのテリー・ヒルズ、国立公園に隣接する位置にある。各教室には冷暖房と電子ホワイトボード（スマートボード）を導入しており、コンピュータールームや語学教室、音楽室などの特別教室、日本庭園、茶道室、図書室を備えている。運動施設は天然の芝生、200mの陸上トラック、屋外運動場、体育館がある。

## 学期・学校行事
国際学級の年度は現地のニューサウスウェールズ州に準じて、1月から始まり12月修了で、日本人学級の年度は日本に準じて4月から始まり3月修了となっている。学期は現地の学校と同じ4学期制をとっているが、国際学級と日本人学級合同で授業やイベントを円滑に行うため、現地の公立校と若干異なる期間がある。特に、公立校と比べて12月から1月の夏季休暇は若干短く、3月から4月の秋季休暇は、若干長めの設定となっている。

## 転入学
転入学希望者に対して、学校オープンデーを開催、また随時個別のスクールツアーを行っている。また、学校入学希望者には、体験入学を受け付けるなどしている。

## 関連図書
- 原 博男. "オーストラリアの"小さな日本"--シドニー日本人学校 (トライ・アブロード--学校から世界へ<特集>)." 教育評論 (493), pp. 26-29, 1988-07. アドバンテージサーバー. See profile at CiNii.
- 秋山 和規. "キャンベラの教育事情とシドニー日本人学校 (オーストラリアの教育--クィーンズランド州・南オーストラリア州)." 海外の教育 (Journal of Overseas Education) 23(5), 20-21, 1997-05. 全国海外教育事情研究会. See profile at CiNii.
- 山本 哲生. "シドニー日本人学校の教育と課題 (世界教育連盟オーストラリア大会に参加して)." 日本大学精神文化研究所・教育制度研究所紀要 (Bulletin of the Culture Research Institute, Educational System Research Institute) (8), pp. 231-254, 1977-03. 日本大学精神文化研究所〔ほか〕. See profile at CiNii.
- 江沢 誠一. "開かれた日本人学校の息吹--シドニー日本人学校 (海外子女教育<特集>)." 文部時報 (The Monthly Journal of Mombusho) (1196), pp. 68-73, 1977-01. ぎょうせい. See profile at CiNii.